# Valdas Adamkus
Valdas Adamkus, Valdemaras Adamkevičius, född 3 november 1926 i Kaunas, är litauisk politiker. Han var Litauens president från 1998 till 2003 då han förlorade valet mot konkurrenten Rolandas Paksas. Paksas avsattes dock kort därefter och Adamkus kunde åter väljas till president 2004. Den 12 juli 2009 avgick han och efterträddes av Dalia Grybauskaitė.
Adamkus är gift med Alma Adamkienė som, trots att maken var Litauens president, behöll sitt amerikanska medborgarskap.